# サンガネーブ海洋国立公園とドンゴナーブ湾＝ムカッワー島海洋国立公園
サンガネーブ海洋国立公園とドンゴナーブ湾＝ムカッワー島海洋国立公園（サンガネーブかいようこくりつこうえんとドンゴナーブわん＝ムカッワーとうかいようこくりつこうえん）は、スーダンの紅海沿岸及び海域に設定された2つの海洋保護区を対象とするUNESCOの世界遺産リスト登録物件である。紅海唯一の環礁や紅海最大級の湾を擁する自然美、生態系などが評価されたもので、スーダンの世界遺産としては初の自然遺産となった。

## 登録経緯
この物件全体は21世紀になって初めて推薦・審議されたが、サンガネーブ海洋国立公園の一部であるサンガネーブ環礁は、1983年の第7回世界遺産委員会で審議されたことがあった。そのときにはまだ海洋保護区は設定されておらず、世界遺産委員会の諮問機関である国際自然保護連合 (IUCN) は、その価値を認めつつも法的保護状況の不備を指摘していた。そして、世界遺産委員会も、範囲を拡張して海洋保護区と整備することなどを求め、「登録延期」を決議した。
求められていたサンガネーブ海洋国立公園は1990年に誕生し、スーダン初の海洋保護区となった。また、ドンゴナーブ湾と近隣海域は2004年にスーダン第二の海洋保護区となり、2009年にはサンガネーブ環礁、ドンゴナーブ湾、ムカッワー島を含む約28万 ha がラムサール条約登録地にもなっている（名称は Dongonab Bay-Marsa Waiai）。そして、スーダン政府はサンガネーブ環礁とドンゴナーブ湾をまとめて推薦するための準備として、2010年6月22日に世界遺産基金から29,500USDの拠出を受けた。
それらを踏まえた最初の推薦書は2012年9月25日に提出されたが、書類に不備があり、2014年の第38回世界遺産委員会の審議対象からは外れた。なお、この時点での名称は「サンガネーブとドンゴナブ＝ムカッワー島の海洋国立公園群」(Sanganeb and Dungonab Bay–Mukkawar Island Marine National Parks) で、正式な登録名とは微妙に異なっていた。
改めて完備した推薦書は2014年1月28日に提出された。それに対してIUCNは、現地調査の結果も踏まえ、自然美、生態系、生物多様性の点での顕著な普遍的価値を認めうる余地があるとしたものの、範囲の拡大も含めた再考が必要であるとして「登録延期」を勧告した。2015年の第39回世界遺産委員会では、IUCNの勧告よりも一段上がって「情報照会」決議となったが、範囲の再考などの勧告は維持された。
スーダン当局は翌年2月2日に再推薦書を提出し、その年の第40回世界遺産委員会でも審議された。それに先立つIUCNの勧告は「情報照会」で、以前の勧告よりも上がったものの、価値の証明に十分な範囲の再考がなされていないとする判断が維持されていた。
しかし、第40回世界遺産委員会では、逆転での登録が認められた。なお、この年の審議では文化遺産でも自然遺産でも逆転登録が多く、その一因として、保全よりも新規登録を重視する新任委員国が多かった可能性も指摘されている。ともあれ、正式登録を果たしたこの物件は、スーダンでは3件目にして初の自然遺産となった。なお、UNESCOの世界遺産リストで「アラブ諸国」に分類される19か国では、イシュケル国立公園（チュニジアの世界遺産、1980年）、バン・ダルガン国立公園（モーリタニアの世界遺産、1989年）、ワディ・アル・ヒタン（エジプトの世界遺産、2005年）、ソコトラ諸島（イエメンの世界遺産、2008年）についで5件目、紅海の海洋保護区で世界遺産になったのは本件が初である。

### 登録名
この物件の正式登録名は、英語: Sanganeb Marine National Park and Dungonab Bay – Mukkawar Island Marine National Park、フランス語: Parc national marin de Sanganeb et Parc national marin de la baie de Dungonab – île de Mukkawar である。その日本語訳は世界遺産関連の情報源で以下のような揺れがある。
- 「サンガニブ海洋国立公園とドングナブ湾―ムカクル島海洋国立公園」（日本ユネスコ協会連盟）[16]
- 「サンガネブ海洋国立公園と、ドゥンゴナブ湾・ムッカワル島海洋国立公園」（世界遺産検定事務局）[17][注釈 1]
- 「サンガネブ海洋国立公園とドゥンゴナブ湾 ムッカワル島海洋国立公園」（月刊文化財）[18]
- 「サンガネブ海洋国立公園とドゥンゴナブ湾・ムッカワル島海洋国立公園」（古田陽久 古田真美）[19]
- 「サンガネブ海洋国立公園とドゥンゴナブ湾・ムカワル島海洋国立公園」（なるほど知図帳）[20][注釈 2]
- 「サンガネブ海洋国立公園とドンゴナーブ湾 - ムッカワル島海洋国立公園」（今がわかる時代がわかる世界地図）[21][注釈 3]

なお、この記事での「サンガネーブ」「ドンゴナーブ」「ムカッワー」という固有名詞の表記は、ドンゴナーブでのフィールドワークなどが踏まえられている文献である中村亮 & アーディル・ムハンマド・サーリフ 2015bに準じている。

## 登録基準
この世界遺産は世界遺産登録基準のうち、以下の条件を満たし、登録された（以下の基準は世界遺産センター公表の登録基準からの翻訳、引用である）。
- (7) ひときわすぐれた自然美及び美的な重要性をもつ最高の自然現象または地域を含むもの。

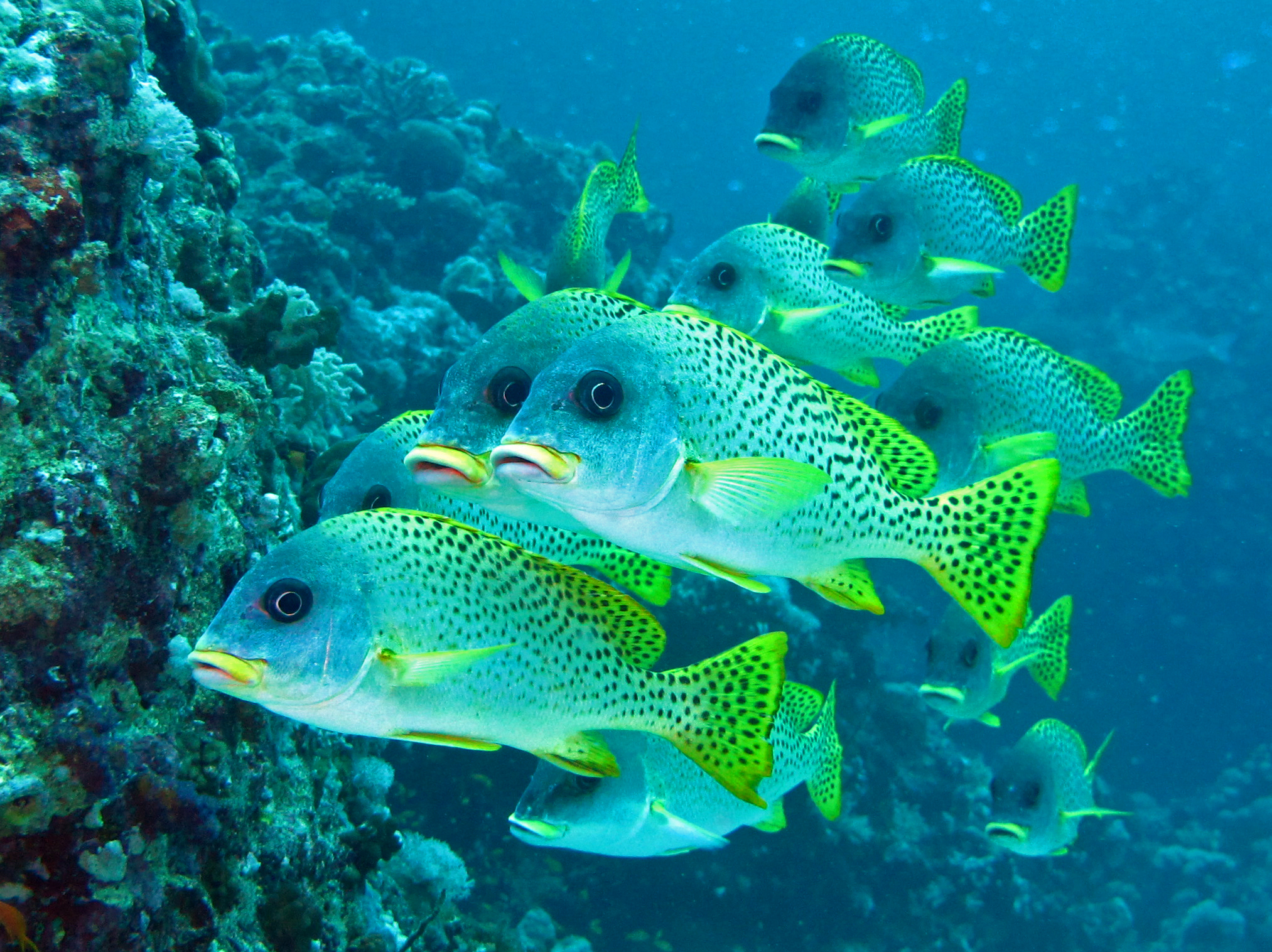
スーダンの紅海沿岸で見られるイサキ科の魚（世界遺産登録範囲かは不明。参考画像）

  - 世界遺産委員会の決議では、この基準の適用理由は、この資産が「印象的な自然現象、地形、優れた自然美の地域を含んでおり、紅海中部の地域的生態系の健全さを評価するための基準となる、相対的に乱されていない地域である」[22]等とされた。

- (9) 陸上、淡水、沿岸および海洋生態系と動植物群集の進化と発達において進行しつつある重要な生態学的、生物学的プロセスを示す顕著な見本であるもの。
  - 世界遺産委員会はこの基準については、この資産の位置する海が、世界自然保護基金のグローバル200（英語版）にも選定されている生物地理学的に重要な紅海である上、対象となる範囲がちょうど紅海の南北の生物地理学的特色が入り混じる地点に位置しており、「地球上で最北の熱帯サンゴ礁生態系の顕著な例証であるところの、ほとんど乱されていない多様な生物相を含んでいる」[23]ことなどを挙げた。なお、IUCNの勧告書でも、この決議でも、ジュゴンについては「ことによると最北の個体群かもしれない」(perhaps the most northerly population)[15][24]とされていたように、その生息域は世界的に見ても最北の部類に属する[注釈 4]。

- (10) 生物多様性の本来的保全にとって、もっとも重要かつ意義深い自然生息地を含んでいるもの。これには科学上または保全上の観点から、すぐれて普遍的価値を持つ絶滅の恐れのある種の生息地などが含まれる。
  - 世界遺産委員会はこの基準について、ドンゴナーブ湾周辺の保護区がジュゴンをはじめとする希少な海棲生物の生息地であるのみでなく、重要野鳥生息地になっていること、またサンガネーブ環礁周辺の保護区は「サンゴ礁に生息する魚類の固有種の地域的ホットスポットに位置している」[23]ことなどを挙げた。

なお、後述するように、ムカッワー島は地元民にとって宗教上の意義も持つ島ではあるが、世界遺産推薦の時点で文化遺産としての要素は挙げられておらず、正式登録でも考慮されることはなかった。

## 構成資産
この世界遺産はサンガネーブ海洋国立公園（Sanganeb Marine National Park (SMNP), ID262-001, 面積 17,400 ha）とドンゴナーブ湾＝ムカッワー島海洋国立公園（Dungonab Bay-Mukkawar Island Marine National Park, ID262-002, 面積 243,300 ha）の2件で構成され、それらの間の海や沿岸が緩衝地域となっている。一帯の海域と海岸にはサンゴ礁、マングローブ、島嶼、泥質干潟、砂浜、岩礁海岸、塩性湿地、サブカなどの多様な地形がある。
それら2つの保護区内には、サメ、マンタなどを含む300種以上の魚類、260種のサンゴ、20種の海鳥、11種の海棲哺乳類などが棲息し、ウミガメの産卵地としての重要性も有している。

### サンガネーブ海洋国立公園

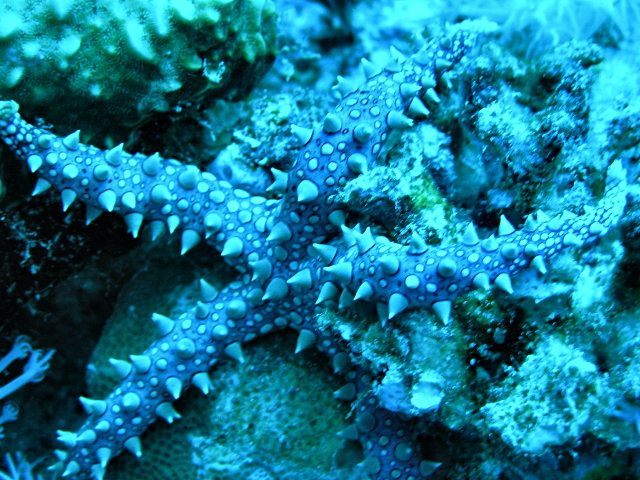
サンガネーブのゴモフィア・エギュプティアカ（ヒトデの一種）

サンガネーブ海洋国立公園は1990年に設定されたスーダン初の海洋保護区である。サンガネーブ環礁は紅海では唯一の環礁であり、欧米人にとっては人気のダイビングスポットになっている。南北に細長い環礁で長さ6.5 km、幅1.6 km、礁湖の面積は約4.6 km2である。
紅海にはサンゴ礁が多い。ペルシア湾と紅海は塩分濃度と海水温の点で類似するが、土砂流入量の違いなどから透明度では紅海が優り、造礁サンゴの種の数はペルシア湾側を大きく上回っている（ペルシア湾は51、紅海は北・中・南部あわせて500を超える）。サンガネーブ環礁があるあたりはその中でも特にサンゴ礁の発達に適しているとされており、以北に比べれば寒くなりすぎることもなく、アデン湾の湧昇流の影響を受ける以南に比べれば生物侵食の影響も大きくない。結果、サンガネーブ環礁で見られる刺胞動物は124種にのぼる。1980年代にオニヒトデが大発生してサンゴが食い荒らされたことがあったものの、21世紀初頭の調査ではオニヒトデの生息数は標準的な数値に落ち着いているとされている。
魚類は1990年代の報告で251種が特定されており、実際には300種以上が棲息しているものと推測されている。棲息が確認されているのは、サメ（アカシュモクザメ、オグロメジロザメ、ツマジロ、ツマグロ、ネムリブカ）、エイ（オニイトマキエイ、マダラトビエイ、ルリホシエイ）、メガネモチノウオなどのベラ科31種のほか、スズメダイ科（24種）、ハゼ科（18種）、ハタ科（13種）、チョウチョウウオ科（12種）、テンジクダイ科（12種）、ニザダイ科（10種）、ブダイ科（9種）、イソギンポ科（9種）、フエダイ科（8種）の魚などである。また、海洋哺乳類としては、オキゴンドウ、ゴンドウクジラ、ザトウクジラ、ハンドウイルカなどが挙げられる。爬虫類では、確定的なものではないが、タイマイの餌場になっている可能性やアオウミガメを目撃しうる時期のあることが指摘されている。
商業的にはスジハタ (Plectropomus maculatus) とニシキウズガイ属（Trochus）が重要であり、ニシキウズガイについては20世紀末の約20年間の輸出実績でスーダンは世界3位、太平洋以外では1位だったが、それはもっぱらこの海域での生産に負っている。その生産量は年間300トンに上っていたと推測されているが、21世紀の生息数調査でも乱獲はされていないものと認識されている。スジハタは地元では最も高い値のつく高級魚である。
鳥類で確認されているのは6種にとどまるが、うち1種は紅海一帯の固有種であるメジロカモメである。
藻類は緑藻、褐藻、紅藻、藍藻で計91種が確認されているが、海草についてのまとまった研究は2010年代半ばの時点では存在しない。

### ドンゴナーブ湾＝ムカッワー島海洋国立公園

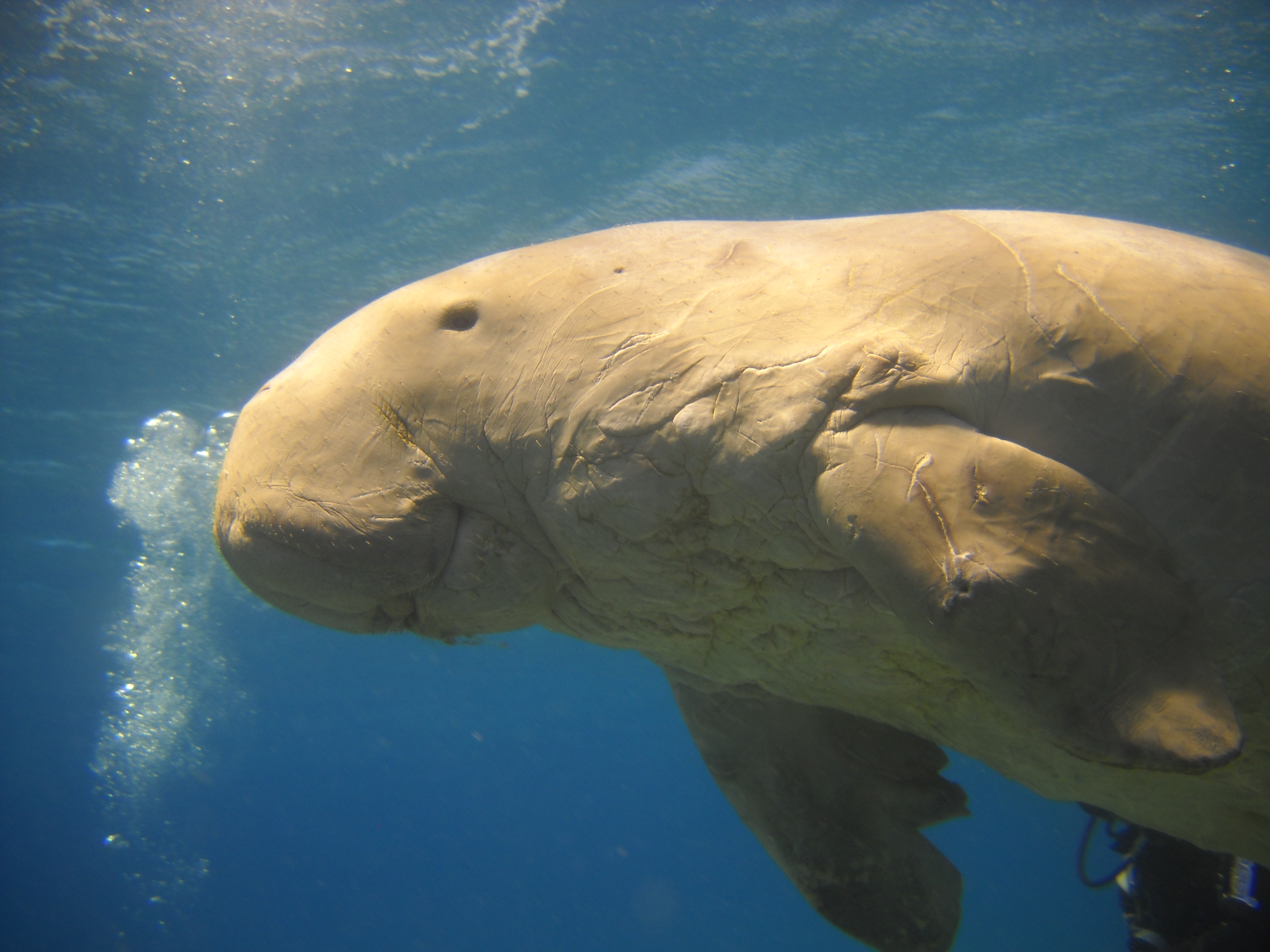
紅海のジュゴン（画像はエジプト領内で撮影されたもの）

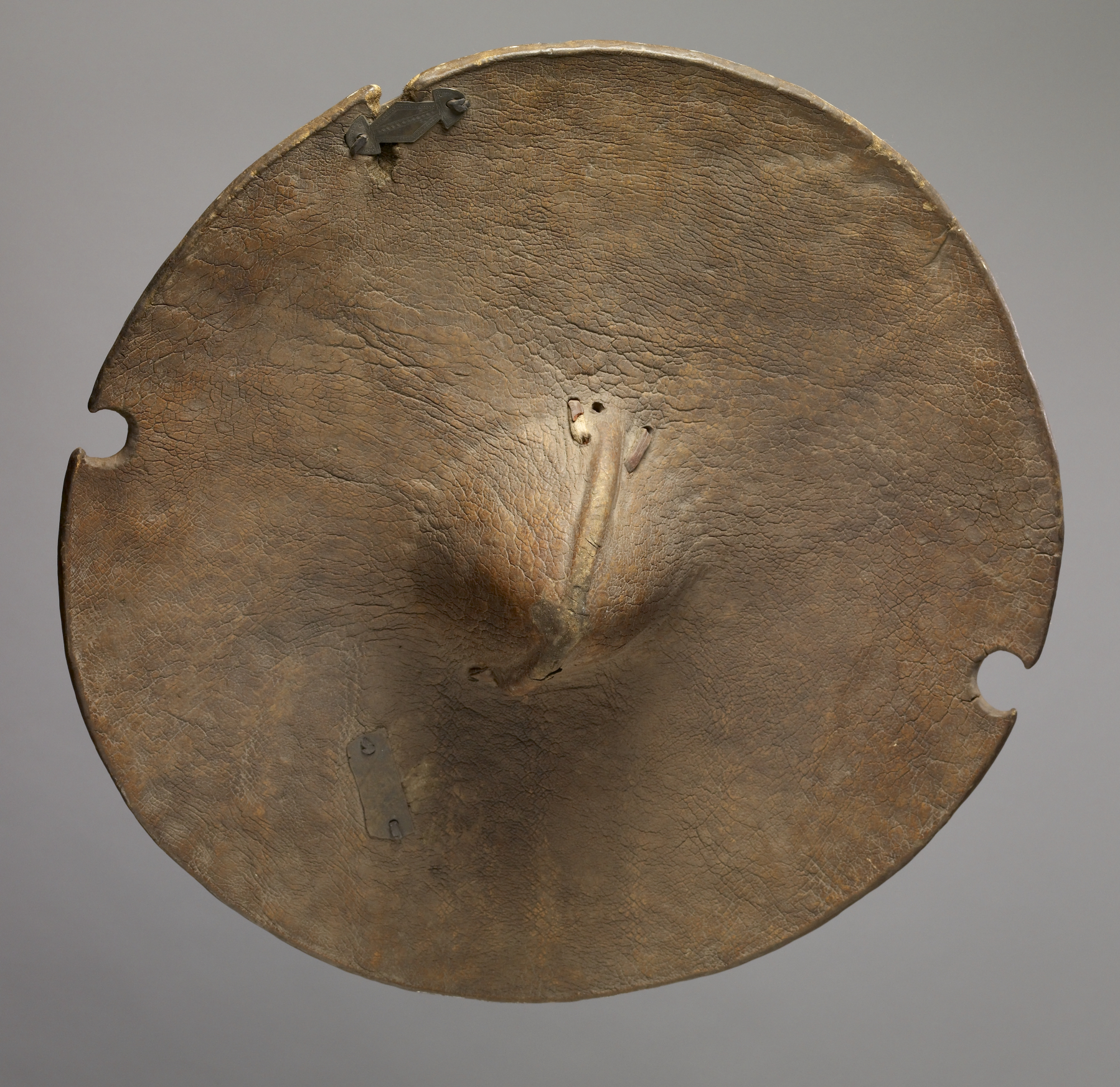
ベジャ人の伝統的な盾。かつてはジュゴンの皮が使われることもあったという（画像の盾の材質は不明）。

ドンゴナーブ湾＝ムカッワー島海洋国立公園は、その名称の通り、ドンゴナーブ湾およびその少し南に位置するムカッワー島の周辺を対象としている海洋保護区である。2004年にスーダン2例目の海洋保護区として誕生した。その面積は約 40 万 ha で、うち24万 ha ほどが世界遺産に登録されている。

#### ドンゴナーブ湾
ドンゴナーブ湾（アラビア語: خليج دونجوناب）はメキシコのカリフォルニア湾のように、紅海州本土と半島にはさまれた細長いU字状の湾で、湾口は南側にある。その幅は東西13  km、南北31 kmで、その面積約285 km2はスーダン最大というだけでなく、紅海でも最大級とされる。湾内の平均水深は15.9 m だが北半分と南半分では大きく異なり、南部は最も深いところで42.5 mに達するが、北部の平均は7.2 m にしかならない。
ドンゴナーブ湾沿いにはドンゴナーブ村が存在し、ベジャ人に含まれるビシャーリーン族が暮らしている。近隣の海域には、スクーバダイビングに好適な場所が多いとされるが、レクリエーション施設がないので、観光客やダイバーらが訪れることはほとんどない。そもそも2010年代初頭のドンゴナーブ村には電気も上下水道もなく、電化製品を使う際には発電機が必要で、モスク、小学校では導入されている。
人口1200人ほどの村のうち、340人ほどが専業漁師である。獲れた魚は村で全量を買い付ける仲買人によって、ポートスーダンに運ばれる（ドンゴナーブとポートスーダンの間にはアスファルトで舗装された道路が通っている）。仲買人は、都市から村に漁のための物資を運び込む役割も果たしている。なお、以前のビシャーリーン族は半農半牧などの生活を営んでおり、専業漁師の多い漁村としての側面は、2010年代初頭の時点で見ても数十年に満たない歴史しかない。1967年から1970年に日本人がクロチョウガイの養殖を試みた際には失敗したが、その後、湾内では真珠貝の養殖が行われていた時期はあったらしい。しかし、採算面の理由から打ち切られている。
さて、地元ではドンゴナーブの語源を「ジュゴン (Dugong) のいる場所 (-ab)」とする説があるという。その説が示すようにドンゴナーブ湾はジュゴンの貴重な生息地であり、海洋保護区としての重要性の一つはそれである。
全世界で約10万頭とされるジュゴンの生息地として、紅海はオーストラリア（約8万頭）、ペルシア湾（約7,000頭）に次ぐが、科学的調査に基づく推計が行われたのはサウジアラビアなどの紅海東岸（約2,000）のみで、スーダンなどの紅海西岸は海域環境の類似性をもとにそれを単純に二倍したものである。
ジュゴンは海草を食べるので、海草藻場が餌場となる。海草は世界に58種存在し、うち11種が紅海に存在する。スーダン沿岸ではうち10種が確認されているが、2010年代初頭にスーダン沿岸部のいくつかの地点を調査した結果では、ベニアマモ属のキュモドケア・イソエティフォリウム (Cymodocea isoetifolium) を筆頭に7種が確認されたドンゴナーブ湾が最多で生育密度も最高であった。この植生と関わる透明度、溶存酸素量もドンゴナーブ湾が最高であり、他地域に比べると石油などの汚染の度合いは最も少なかった。
このような環境がジュゴンを育んでいるが、地元では魚網に引っかかって命を落とすジュゴンの混獲が問題となっている。ジュゴン混獲はすべて漁師が立ち会わない刺し網が原因であり、安価なナイロン単糸の刺し網から高い絹撚り糸の刺し網にしたためであるという。この切り替えは、絹撚り糸の方がナイロン網に比べて獲った魚を取り外しやすく、魚の身を傷つける心配が小さいためだったが、その一方で丈夫な網は、引っかかったジュゴンが自力で抜け出すことを困難にしてしまった。
ジュゴンの混獲は漁師としても歓迎しない。高価な刺し網を修理しないといけない上に、食肉としてのジュゴンは1kgあたりの価格が安く、羊の3分の1、最高級の魚であるスジハタ (Plectropomus maculatus) の半分ほどにしかならないからである。ジュゴンの積極的捕獲は認められておらず、肉が出回るのは発見した時点で手遅れだったときのみのため、流通量は少ないが、保護動物のジュゴンは村外の市場に出せない分、村内での流通価格も安くなってしまうのである。

#### ムカッワー島
ムカッワー島 (Mukkawar) は現地ではマガルサム島 (Magarsam) とも呼ばれる。ムカッワー島はドンゴナーブ村の人々が儀式を行うイスラーム聖者の墓所の一つであり、信仰上の意義も持つ。
ムカッワー島周辺の海域はスジハタの漁場になっている。それはムカッワー周辺は産卵期にスジハタが集まる場所になっているからで、5、6月頃の限られた時期が好漁期となっている。スジハタは一帯で獲れる中では最も高価な魚で漁師たちが集まるが、手釣りを主体とする伝統的な漁法のため、資源を獲り尽くす恐れは少ない。
ムカッワーや近隣の小さな島々はメジロカモメやウスズミハヤブサ（いずれも近危急種）の繁殖地になっているほか、ベンガルアジサシやヒバリ科の野鳥などが生息しており、2001年には12,000 haがバードライフ・インターナショナルによって重要野鳥生息地に登録された（登録名は「ムカッワー島とドンゴナーブ湾」）。
2012年には副大統領の視察があり、背景にはサウジアラビアの富豪によるムカッワー島の一部の買収・開発計画の存在が噂されていたという。しかしながら、世界遺産推薦時点で、サンガネーブ海洋国立公園と同様、こちらの国立公園もスーダン政府が直接的に管理責任を担っている。